# Болотня (притока Рати)
Боло́тня — річка в Україні, в межах Львівського та Шептицького районів Львівської області. Ліва притока Рати (басейн Вісли).

## Опис
Довжина Болотні 34 км, площа басейну 252 км². Долина широка, у багатьох місцях заболочена, що й відповідає назві річки. Ширина долини пересічно 4 км. Річище випрямлене (упродовж 25 км), завширшки в середньому 5 м. Глибина 0,6—1,1 м. Похил річки 0,7 м/км. Споруджено кілька ставків.

## Розташування
Витоки розташовані біля села Забір'я, Львівського району (за іншими даними — на схід від села Михайлівка, Шептицького району). Річка тече територією Надбужанської котловини із заходу на схід, у пониззі — на північний схід. Впадає в Рату в межах села Сільця.